# Elenchi sofistici
Gli Elenchi (o Confutazioni) Sofistici (in greco Σοφιστικοὶ  Ἔλεγχοι; in latino De sophisticis elenchis) è un testo di Aristotele, in un libro, collocato dagli editori all'ultimo posto della raccolta di scritti logici denominata Organon, cioè dopo i Topici, di cui è stato spesso considerato il nono libro.

## Struttura
Il suo tema è costituito dal modo di argomentare sofistico a favore o contro una certa tesi, chiamato appunto elenchos. Secondo Aristotele, questa è la prima opera adatta per trattare l'argomento del ragionamento deduttivo.
Gli errori identificati da Aristotele sono di due tipi: fallacie nella lingua (in dictione, secondo la terminologia della Scolastica) e non nella lingua (extra dictionem).
Alla prima categoria appartengonoː equivoco, anfibologia, composizione, divisione, accento, figura del discorso o forma di espressione. 
Nelle fallacie non nella lingua rientranoː incidente, secundum quid, conclusione irrilevante, chiedere la domanda, falsa causa, affermazione del conseguente, errore di molte domande.